# Gyrosmilia interrupta
Gyrosmilia interrupta là một loài san hô trong họ Meandrinidae. Loài này được Ehrenberg mô tả khoa học năm 1834.